# Битва за Батаан (1945)
Битва за Батаан (1945) — частина Філіппінської кампанії 1944—1945 років, бойові дії, які велися з 31 січня по 21 лютого 1945 року силами військ США та філіппінських партизан по звільненню західного берегу затоки Маніла від японських військ з метою отримання можливості використання гавані для відкриття нових шляхів постачання американських військ в Манілі.